# Shannon Richardson
Shannon Richardson est une actrice américaine et irlandaise, née le 31 août 1977.

## Biographie
Elle est apparue dans des séries de télévision comme The Vampire Diaries, Franklin & Bash et The Walking Dead.
Elle a vécu à New Boston au Texas. Elle a été mariée trois fois. Le 8 octobre 2011, elle a épousé Nathan Richardson, un vétéran de l'armée américaine qui travaillait comme mécanicien dans un dépôt militaire. Il a demandé le divorce en juin 2013. Elle a eu six enfants.
En mai 2013, elle appelle la police et accuse son mari, Nathan Richardson, d'envoyer des lettres avec de la ricine à plusieurs personnalités politiques.
Nathan Richardson n'a cependant été accusé d'aucun crime. Il a déclaré aux enquêteurs que sa femme écrivait les lettres. Les enquêteurs ont trouvé des preuves incriminant sa femme.  
Elle a été arrêtée le 7 juin 2013 pour son implication présumée dans l'envoi de lettres avec de la ricine envoyés à des hommes politiques comme le président Barack Obama et le maire de New York Michael Bloomberg.
Le 7 juin 2013, elle a avoué avoir envoyé trois lettres, sachant qu'elles contenaient de la ricine, mais a affirmé que son mari avait posté les lettres. Le 20 juin 2013, un juge fédéral a ordonné Richardson à suivre un examen psychologique.
Le 28 juin 2013, elle est inculpée et accusée d'envoi de lettres avec de la ricine au président Obama et au maire Bloomberg. L'acte d'accusation compte l'envoi des trois lettres à Obama, Bloomberg et Mark Glaze. Une plainte pénale est déposée le 7 juin.
Le FBI a utilisé Mail Isolation Control and Tracking (MICT), un programme de surveillance de masse non divulgué auparavant et géré par le Service postal des États-Unis.
Le 22 novembre 2013, elle a conclu un accord pour plaidoyer sur trois chefs d'accusation. Le 10 décembre 2013, elle a plaidé coupable et est envoyée à la prison d'État de Texas. Le 16 juillet 2014, elle est condamnée à 18 ans de prison pour avoir envoyé des lettres avec de la ricine au président Obama et au maire Bloomberg.

## Filmographie
- 2011 : Échange standard (The Change-Up) de David Dobkin : Sabrina McArdle